# 女權火照夜路大遊行
女權火照夜路大遊行，是1996年12月21日晚間、在台灣台北市舉辦的遊行。是婦女運動的一次重要活動。臺灣女性學學會（女學會）消息指出，參與人數有2萬人左右，花費為新台幣50萬元左右。

## 歷史
1996年12月3日，婦女運動者彭婉如證實遇害，引起台灣婦女團體震撼，決定策劃一個紀念活動。後來即發展為女權火照夜路大遊行。訴求是爭取婦女夜行權。由婦女新知基金會、現代婦女基金會、婦女救援基金會、勵馨基金會、臺北市晚晴婦女協會與天主教善牧基金會等三十多個婦女團體組成之全國婦女連線發起，時間是12月21日晚間七時三十分到隔日早上六時，遊行路線是台北市中正紀念堂正門到大安森林公園。此活動同時也有近300名同志參加，喊出「婦女要夜行權，同志要日行權」口號。是台灣同志大遊行之前的小型同志遊行活動。
在社會壓力下，立法院在1996年12月底通過性侵害犯罪防治法。教育部也成立「兩性平等教育委員會」，並且規定學校必須有兩性平權教育時數，此即性別平等教育法之法源。

## 外部連結
- 悼念彭婉如發起成立女權日，「女權上路」提供。
- 婦女人身安全大事紀（性侵害），「85.12.16」欄位。（MS Word格式）